# Ectophasia albifacies
Ectophasia albifacies är en tvåvingeart som först beskrevs av Robineau-desvoidy 1830.  Ectophasia albifacies ingår i släktet Ectophasia och familjen parasitflugor.
Artens utbredningsområde är Frankrike. Inga underarter finns listade i Catalogue of Life.